# آرام‌اس کارتاژ
آرام‌اس کارتاژ (به انگلیسی: RMS Carthage) یک کشتی است که طول آن 552ft 6in می‌باشد. این کشتی در سال ۱۹۳۱ ساخته شد.